# 何咸亨
何咸亨（？年—？年）。江蘇省婁縣人。清朝政治人物。
道光十五年（1835年）乙未科進士。曾任重慶府南川縣知縣。道光十九年（1839年），出任四川省成都府蒲江县知县。